# Praha-Žvahov (nádraží)

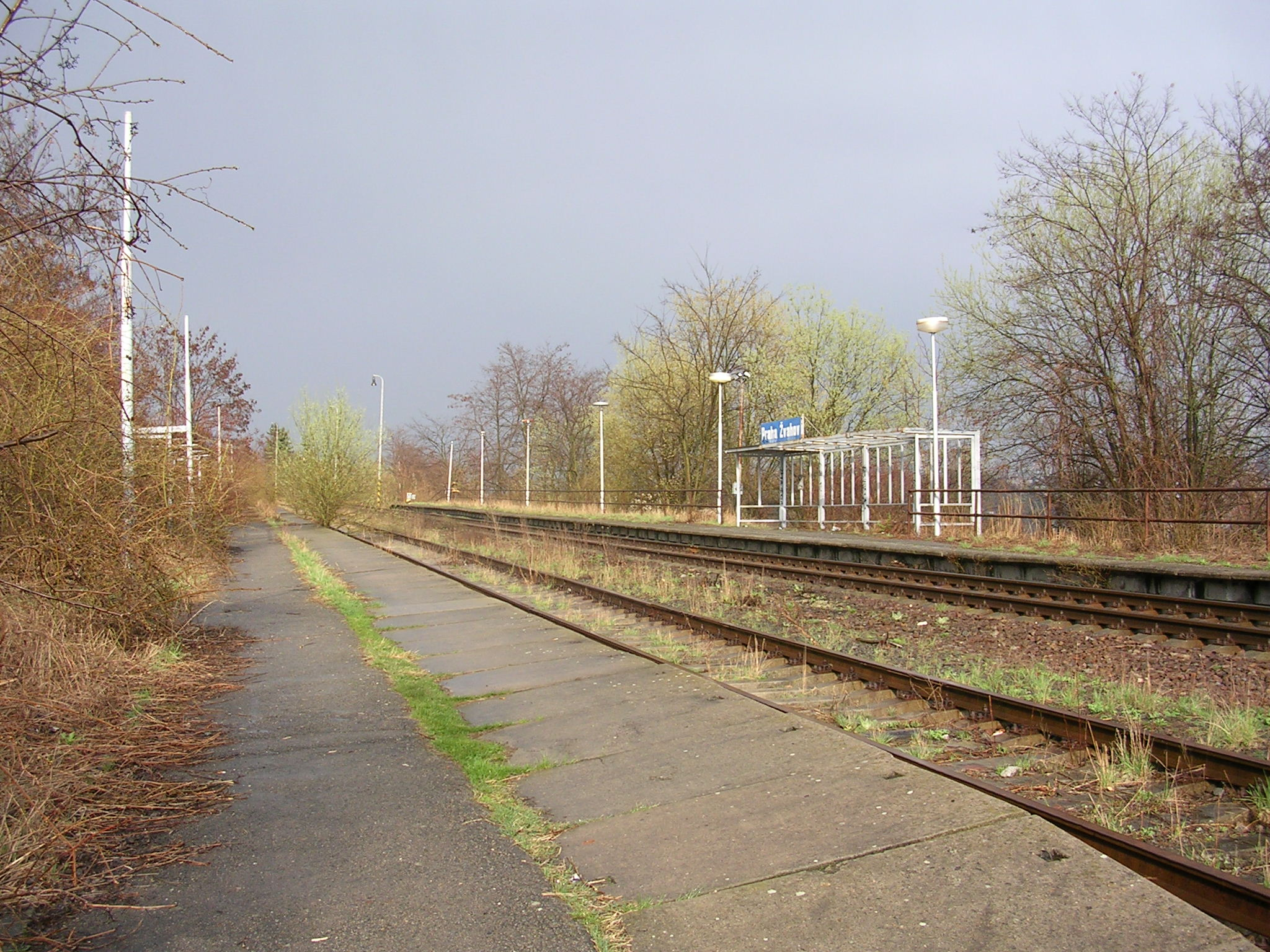
Praha-Žvahov - železniční zastávka

Praha-Žvahov je železniční stanice, dříve železniční zastávka, na jednokolejné neelektrizované železniční trati Praha-Smíchov – Hostivice. Nachází se v Praze na Žvahově.

## Historie
V provozu je od roku 1989, kdy nahradila zastávky Praha-Hlubočepy zastávka a Praha-Konvářka. Ve stanici jsou dvě dopravní koleje.
Od srpna 2017 probíhá na trati v úseku Praha-Smíchov – Hostivice rekonstrukce zabezpečovacího zařízení spolu s obnovou stávajících neprovozovaných železničních stanic včetně zastávky Praha-Žvahov.